# Andrzej Domalik
Andrzej Domalik (ur. 6 czerwca 1949 w Górze) – polski scenarzysta oraz reżyser filmowy i teatralny. Od 2016 prorektor Akademii Teatralnej im. Aleksandra Zelwerowicza w Warszawie. Od 2019 profesor sztuk teatralnych.

## Życiorys
Studiował na Wydziale Prawa Uniwersytetu Jagiellońskiego w latach 1969–1972. W 1982 ukończył studia na Wydziale Reżyserii (studia zaoczne) PWSFTviT w Łodzi. W latach 1993–2005 był reżyserem w Teatrze Dramatycznym w Warszawie. Od 2011 pracuje jako dyrektor artystyczny Teatru Ateneum w Warszawie. Jest członkiem Polskiej Akademii Filmowej. W 2022 opublikował tom poezji pt. Wiersze, za który został nominowany do Nagrody Poetyckiej im. K.I. Gałczyńskiego – Orfeusz 2023.
Mąż Ewy Telegi i ojciec aktorki Zofii Domalik.

## Filmografia
- 2002–2010: Samo życie – reżyseria (odcinki: 177, 181, 185-189; w odcinkach 177, 185-189 nazwisko: Domagalik),
- 1993: Żywot człowieka rozbrojonego scenariusz,
- 1992: Nocne ptaki – reżyseria, scenariusz,
- 1989: Dzień dobry i do widzenia – reżyseria, scenariusz,
- 1988: Schodami w górę, schodami w dół – reżyseria, scenariusz,
- 1987: Sala nr 6 – scenariusz,
- 1986: Zygfryd – reżyseria, scenariusz, dialogi,
- 1981: Cień – reżyseria, scenariusz,
- 1980: Nasze podwórko – współpraca reżyserska,
- 1980: W biały dzień – reżyser II, obsada aktorska (widz na procesie „Koraba”; nie występuje w czołówce),
- 1978: Szpital przemienienia – reżyser II,
- 1977: Noce i dnie (serial tv) – reżyser II,
- 1977: Pasja – reżyser II,
- 1976: Zaklęty dwór – asystent reżysera,
- 1975: Noce i dnie (film) – współpraca reżyserska.

Źródło: Filmpolski.pl.

## Nagrody
- 1987: Zygfryd – Taormina (MFF) Brązowa Charybda
- 1987: Zygfryd – Nagroda Szefa Kinematografii za twórczość filmową w dziedzinie filmu fabularnego za rok 1986
- 1986: Zygfryd – Nagroda im. Andrzeja Munka
- 1986: Zygfryd – Nagroda za debiut reżyserski na Festiwalu Polskich Filmów Fabularnych

Źródło: Filmpolski.pl.